# 桃園市公車
桃園市市區公車，主管機關為桃園市政府交通局。

## 營運業者
現有業者：
- 桃園客運
- 中壢客運
- 亞通客運
- 統聯客運
- 三重客運
- 指南客運
- 金台通運（金牌客運關係企業）
- 捷乘客運

已退出業者：
- 捷順交通〈2017年2月24日－2023年12月4日〉
- 新竹客運〈2004年5月7日－2023年12月31日〉

## 歷史
桃園、中壢兩地，在1970年代發展迅速、人口激增，並相後於1967年中壢鎮改制為縣轄市（臺灣於戰後第2個從鄉鎮改制為縣轄市的鄉鎮，僅次於臺北縣三重市）、1971年桃園鎮改制為縣轄市，成為桃園縣境內的主要工商業中心。因此於1974年桃園縣政府核准桃園客運，於桃園市及中壢市分別行駛市區公車，成為當時臺灣少數行駛市區公車的城市。1979年桃園縣政府核准皇宮客運（今中壢客運）行駛兩市市區公車，形成今日桃園境內公車營運的兩大龍頭。

### 桃園區公車的歷史
- 1998年（民國87年）：「桃園－果菜市場」開始行駛，同時路線編號開始出現三位數。
- 2004年（民國93年）11月：路線編號及行駛目的地標示整編。
- 2007年（民國96年）3月：「桃園－敏盛醫院」、「桃園－東勇街」停駛。
- 2010年（民國99年）1月：路線編號整編，以三位數識別。

### 中壢區公車的歷史
- 桃園客運經營的中壢區公車，係1974年10月31日通車，初期經營6條路線，包括0南路（至士校）、0北路（至士校）、1路（經內壢至桃園）、2路（至中央大學）、3路（至中壢高中）、5路（至篤行五村），後又陸續開闢1甲路（經環西路至桃園）、1乙路（經中壢區公所至桃園）、6路（至文化路）、7路（至平鎮區公所）、9路（至華勛社區）、9甲路（至華勛四村）(現為9甲 華勛-東興國中)、10路（至中壢工業區）、11路（至青埔社區）、12路（至大崙）、13路（至中壢工業區合定路）、15路（至內壢高中）、16路（至壢新醫院）、17路（至南東路）、18路（至霄裡）及102路（至太子鎮）。目前共有15條營運路線。

- 中壢客運經營的中壢區公車，初期行駛4條路線，包括1路（經內壢至桃園）、2路（至工業區）、3路（至忠貞）、5路（至普義路），後又陸續開闢6路（至忠愛莊）、7路（至篤行六村）、9路（至獅子林社區）、10路（至中央大學）、11路（至富源）、12路（至鄉界）、15路（至平鎮區）、16路（至平鎮區）、17路（至青埔王公）、102路（至太子鎮），目前共有9條營運路線。中壢客運也曾行駛平鎮地區公車，分別編為平1線、平2線等，但已全面停駛。

## 設施

### 站牌
為解決過去國道客運、跨縣市長途客運、免費公車、賣場接駁車等各種公車路線所造成之站牌混亂、資訊不清楚的問題，以及配合桃園升格直轄市所推動之智慧交通計畫，故自2014年起開始逐步建置智慧型站牌系統。
- 一般（集中式）站牌設計：
  - 針對人潮較少的站牌所設置，無智慧顯示功能。
  - 站牌兩面共可顯示20條路線。
  - 統一路線圖樣式，提供班次、時刻表、起訖站、路線圖以及行駛方向等資訊。
- LED智慧型站牌設計：
  - 針對人潮次多的站牌所設置，提供簡易的智慧顯示功能。
  - LED採單面設置，站牌其餘部分亦貼上路線圖提供完整資訊。
  - LED分為路線、站距和時間三項目，每次顯示3條路線，採輪流播放。
  - 部分站牌提供桃園市「iTaoyuan」免費WiFi熱點。
- LCD智慧型站牌設計：
  - 針對人潮較多的站牌所設置，提供完整的智慧顯示功能。
  - LCD採單面設置，站牌另一面亦貼上路線圖提供完整資訊。
  - LCD螢幕可顯示公車到站時間、動態畫面播放宣導短片及即時資訊。
  - 部分站牌提供桃園市「iTaoyuan」免費WiFi熱點。
- 附掛式LCD智慧型站牌設計：
  - 針對有候車亭的站點所設置。
  - 採取平面電腦螢幕，附掛在候車亭上方。
  - 可顯示公車到站時間、動態畫面播放宣導短片及即時資訊。

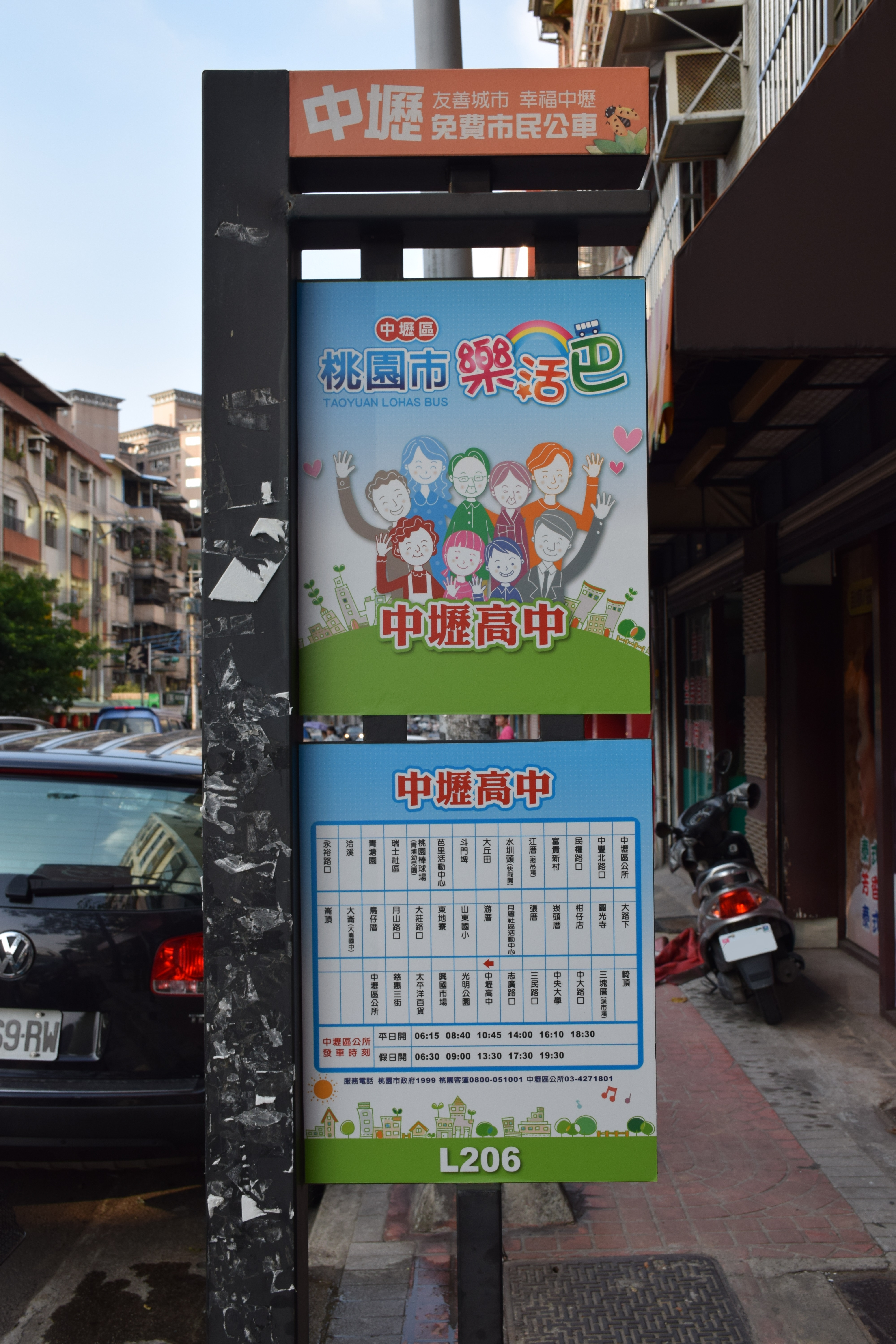
桃園市民免費公車站牌
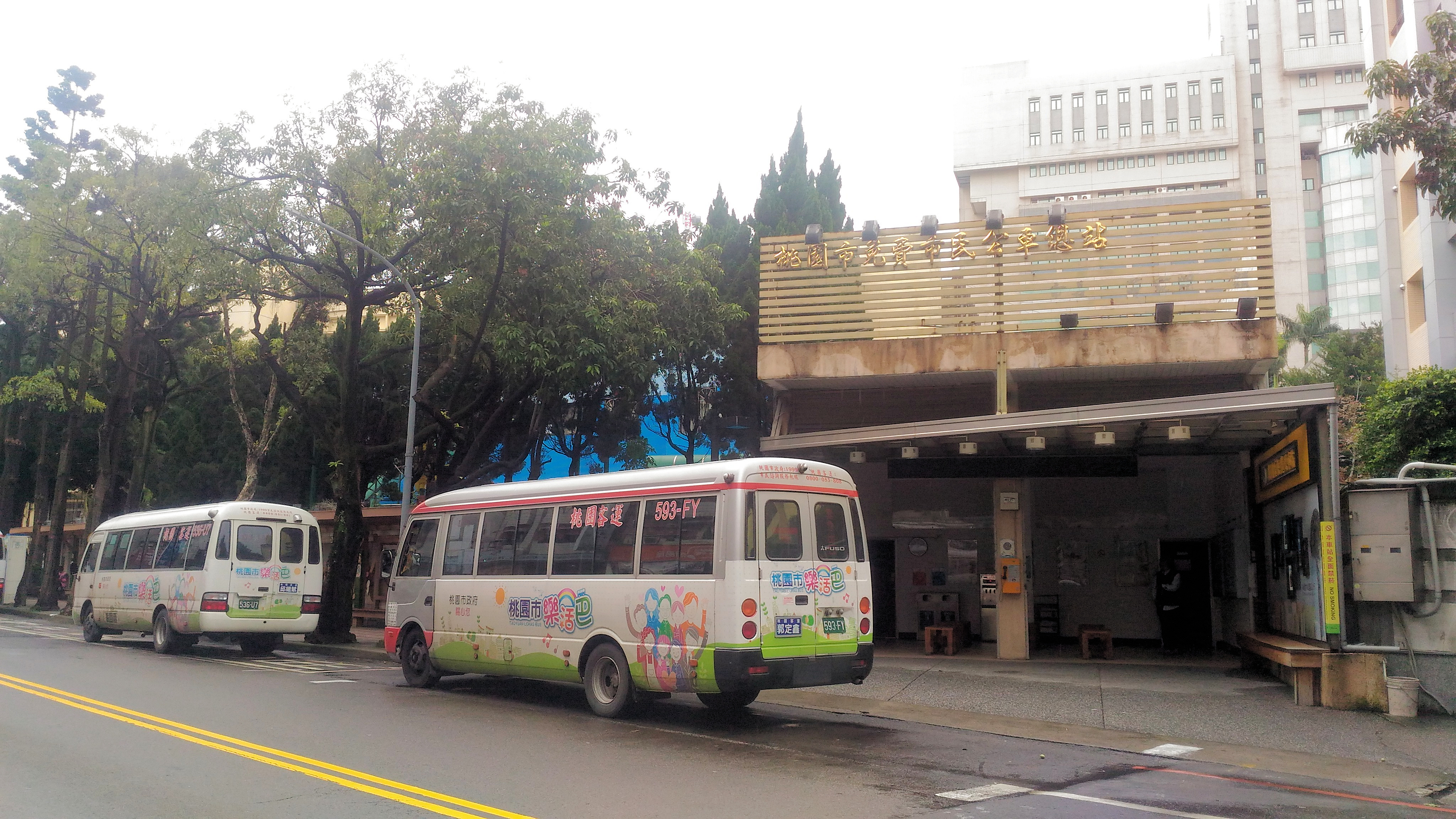
位於桃園區公所附近的桃園市免費市民公車總站
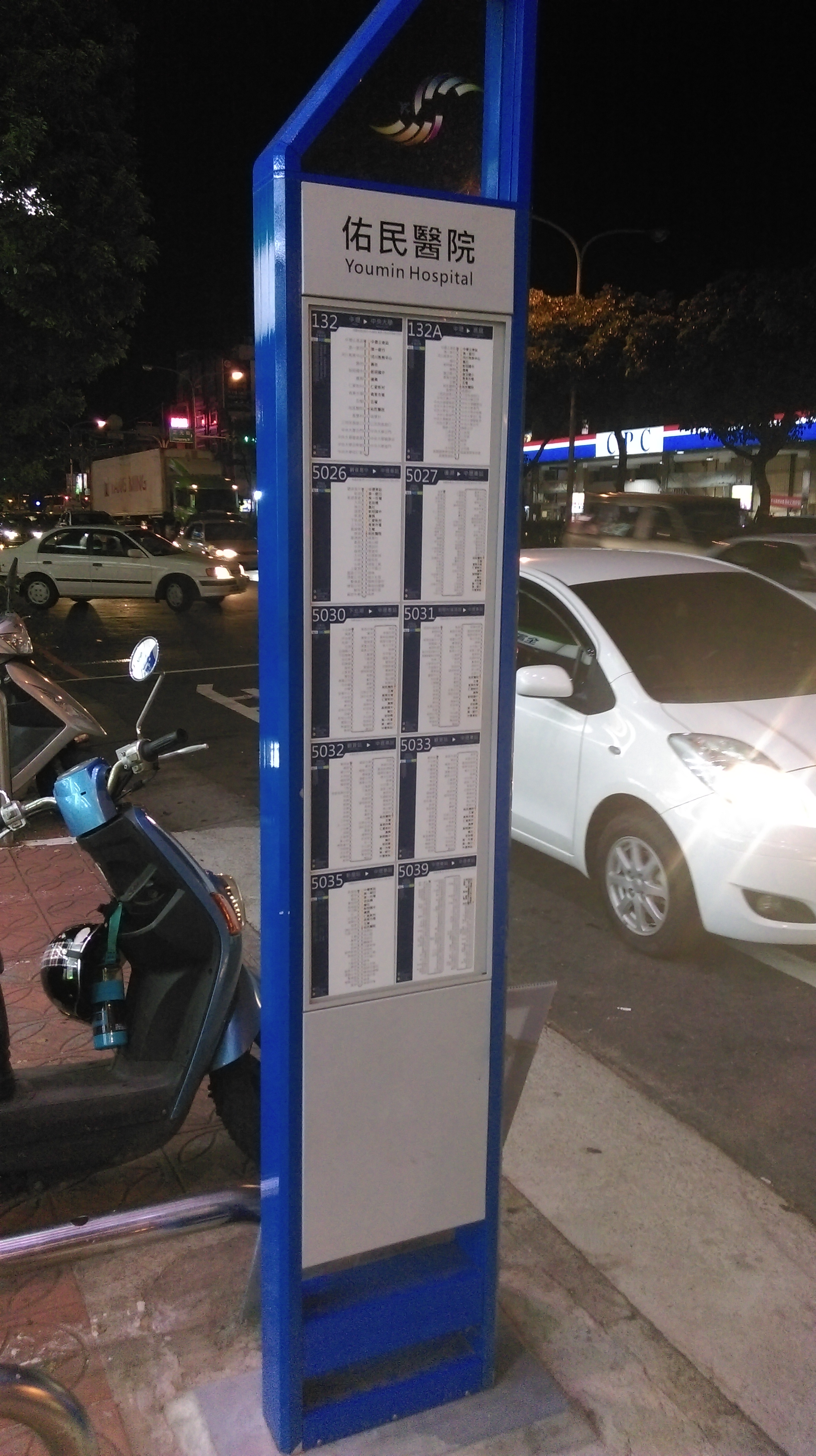
桃園市公車新式站牌
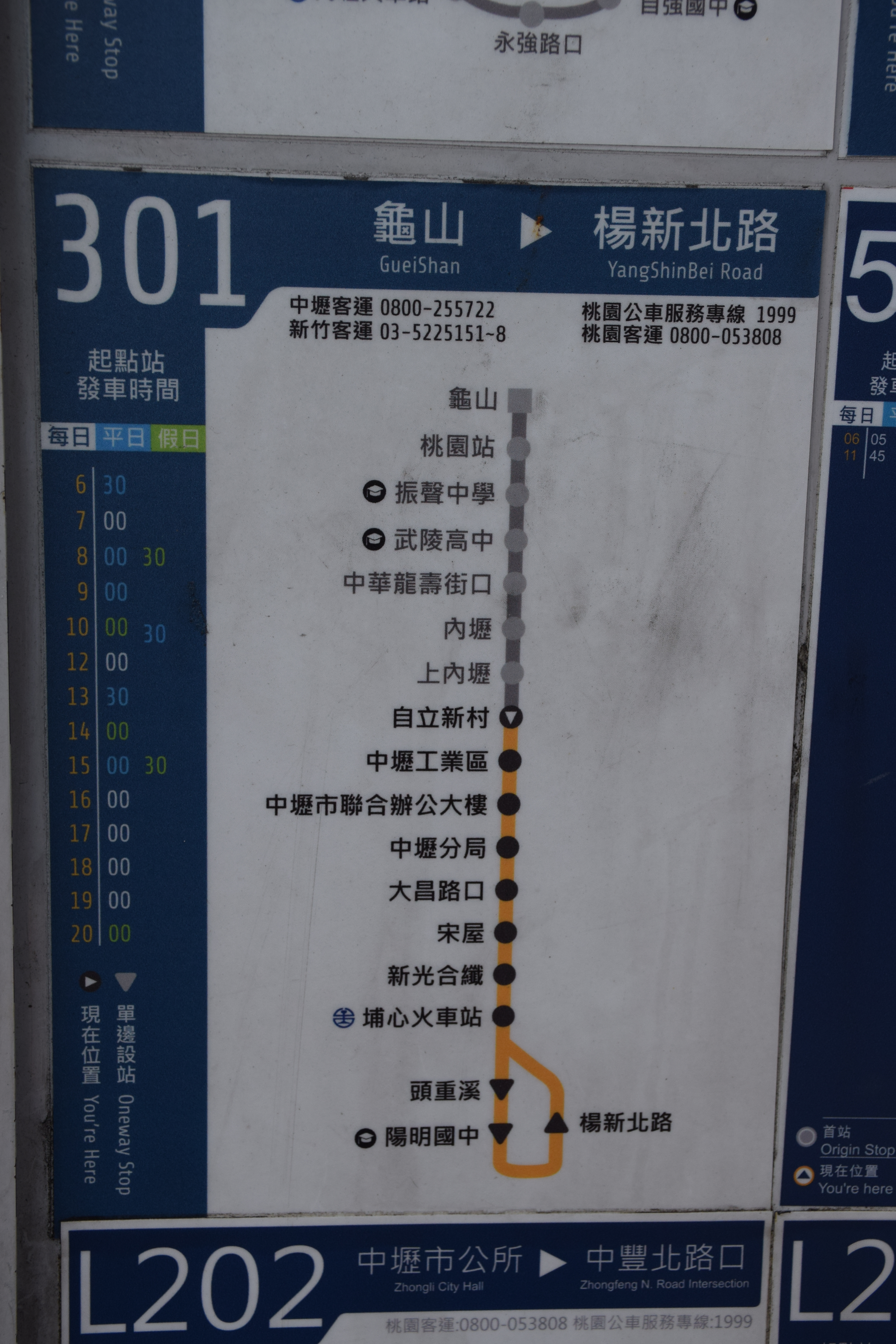
桃園市公車新式路線圖
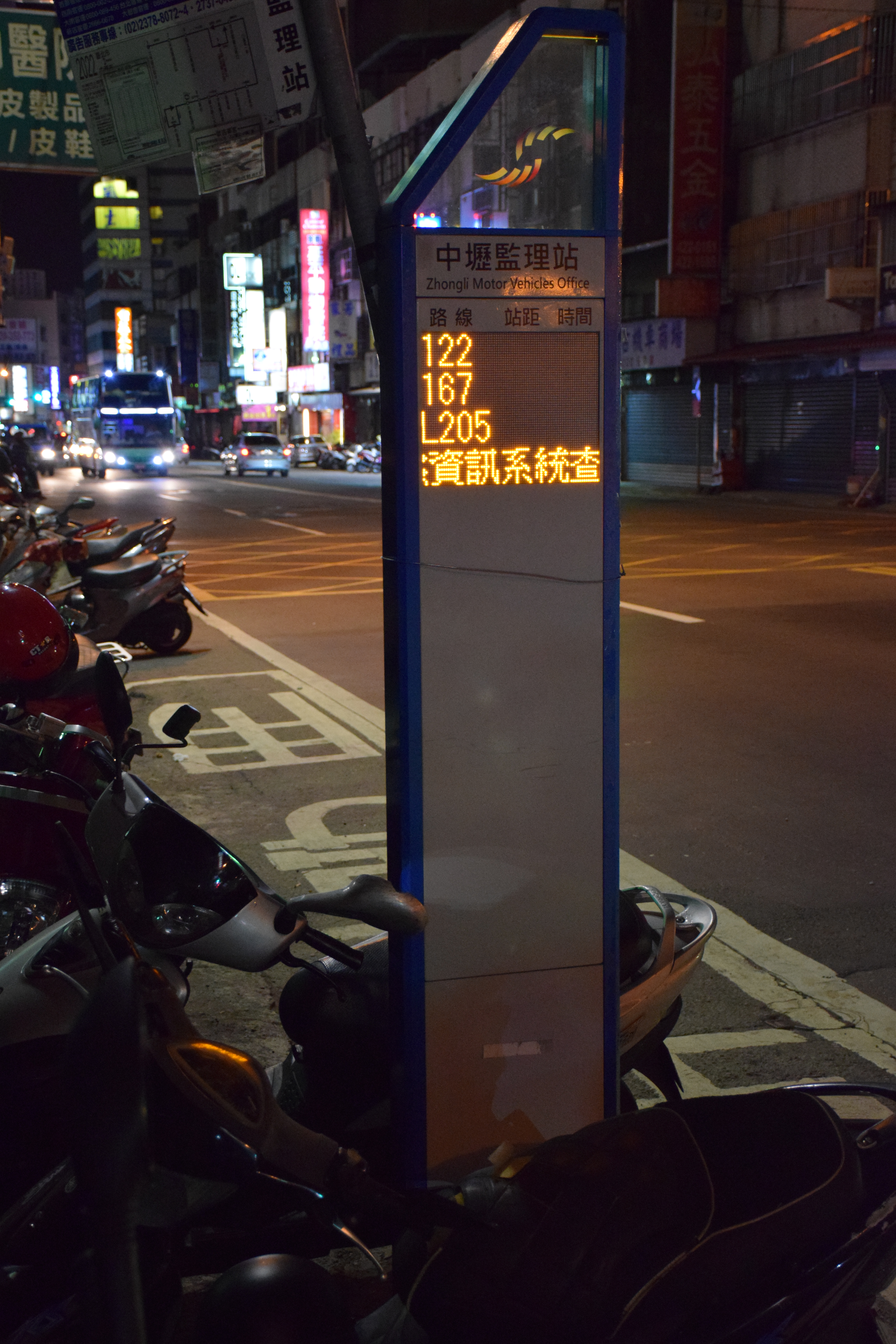
桃園市公車LED智慧站牌
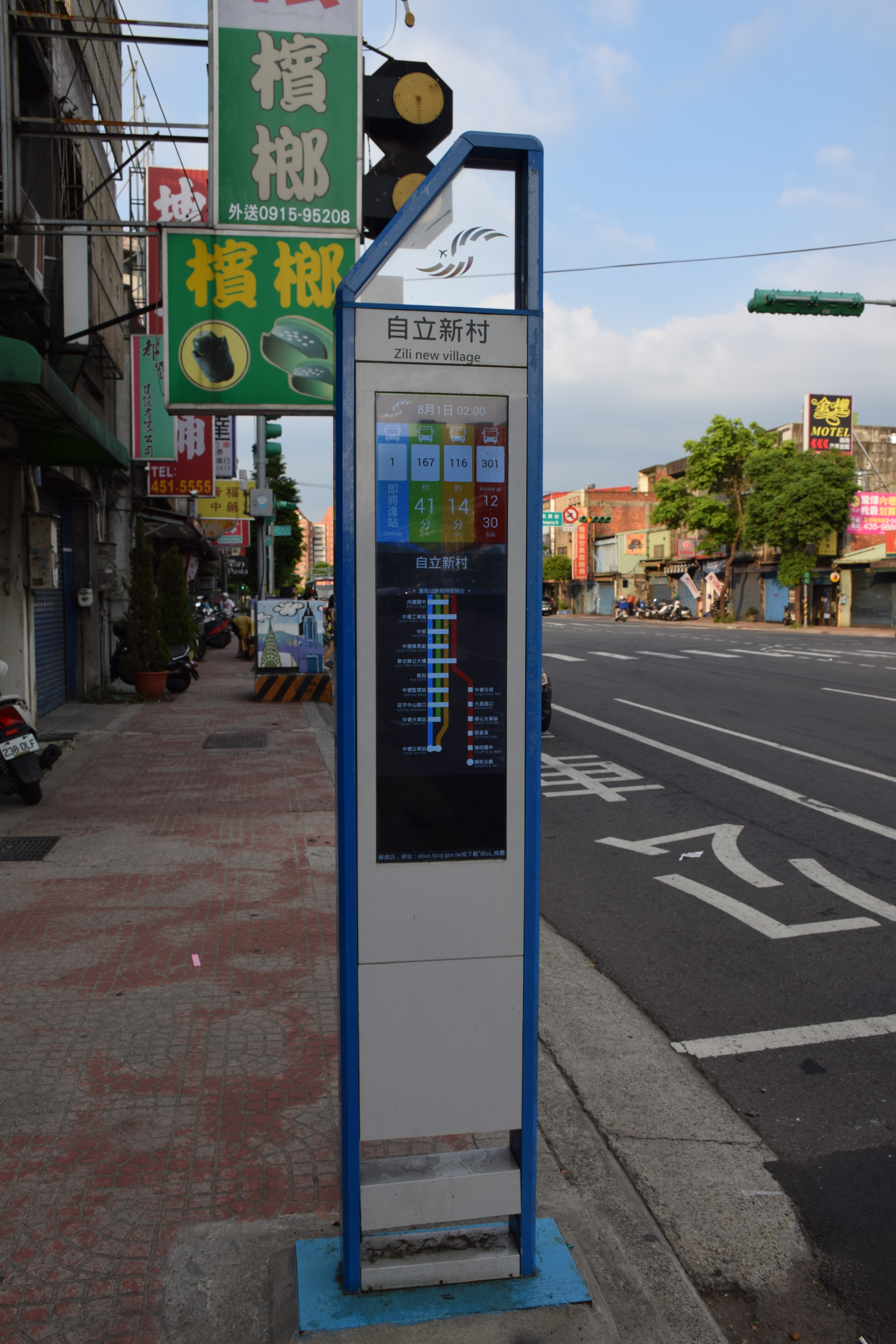
桃園市公車LCD智慧站牌
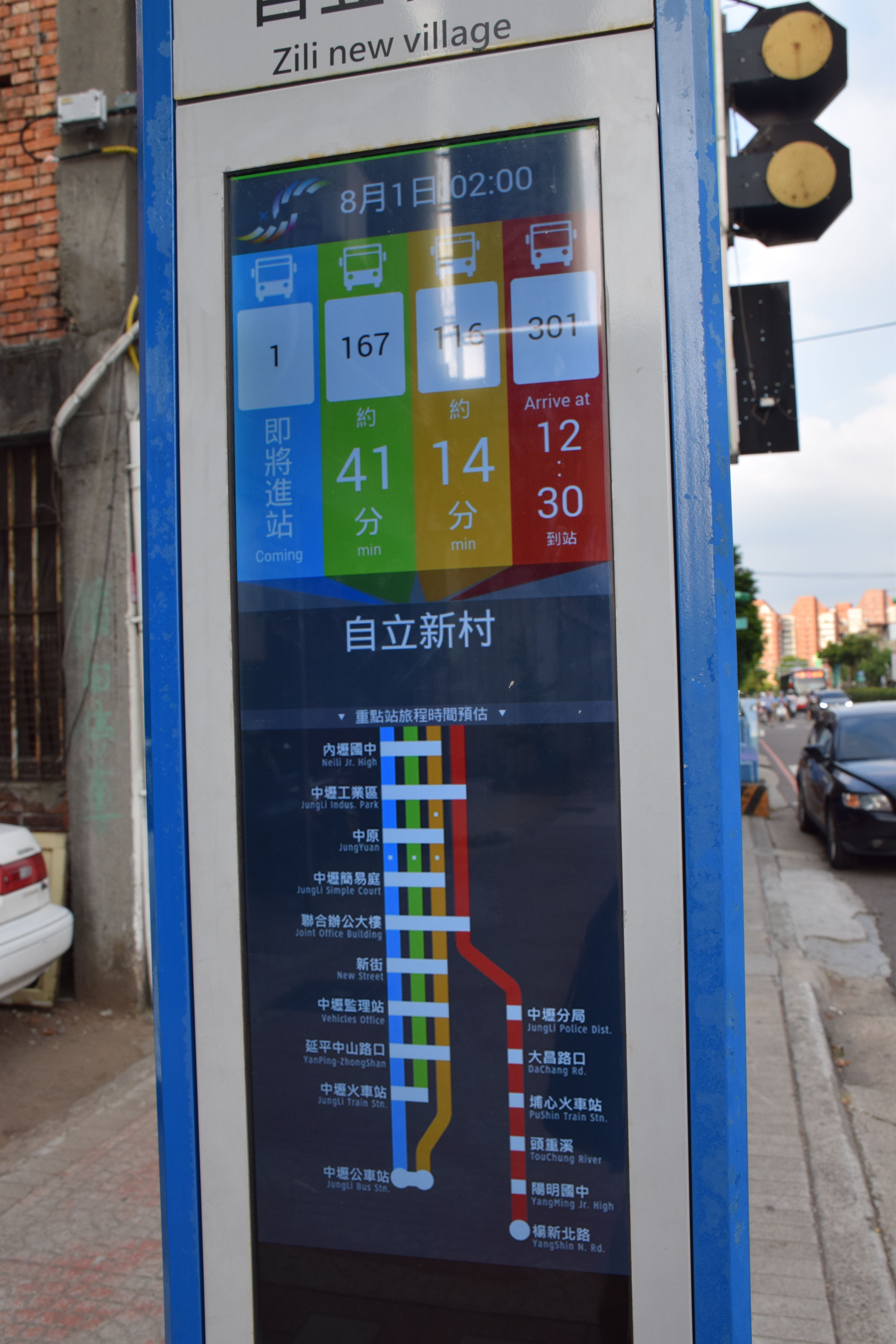
桃園市公車LCD智慧站牌資訊顯示
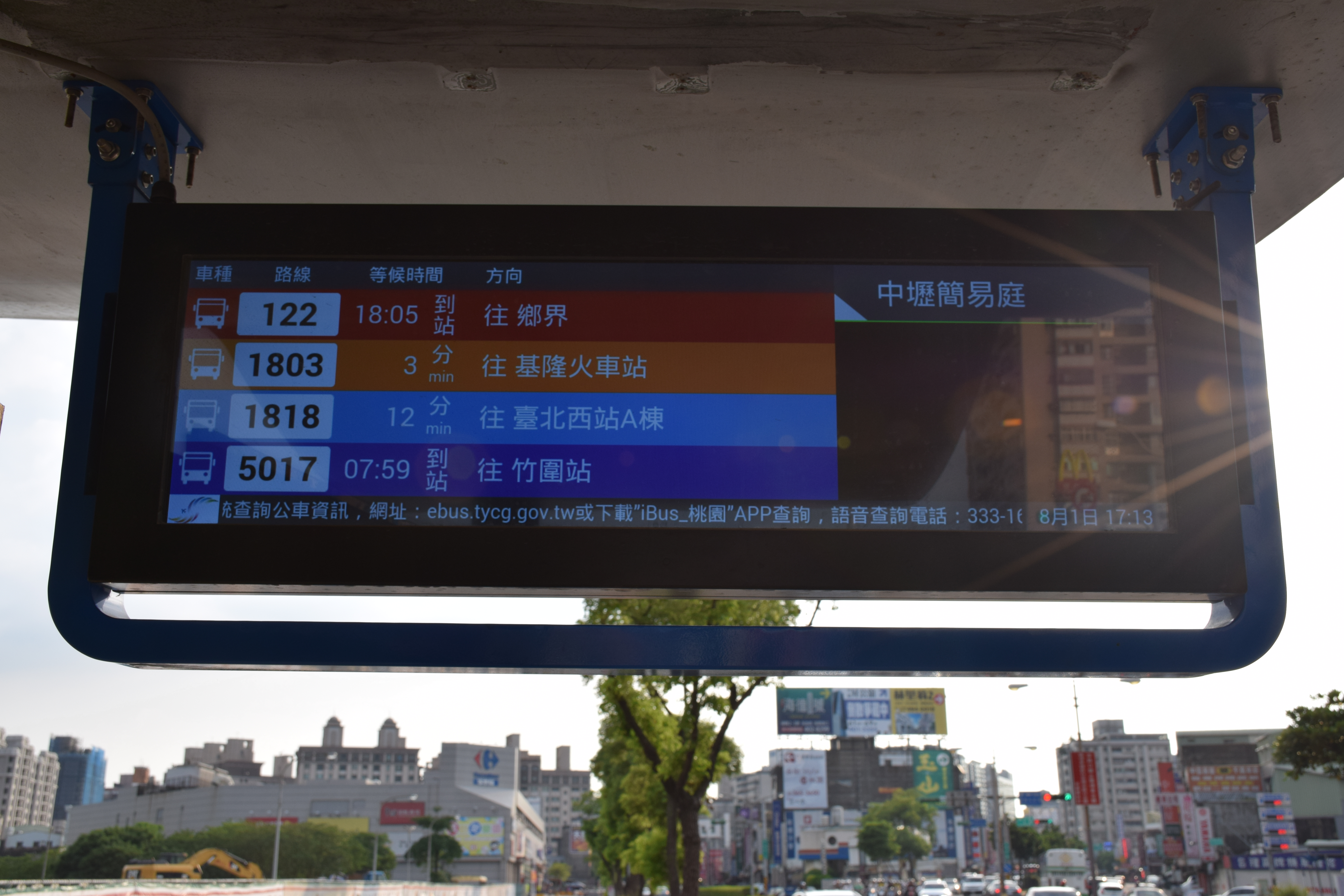
桃園市公車附掛式LCD智慧站牌

### 車輛

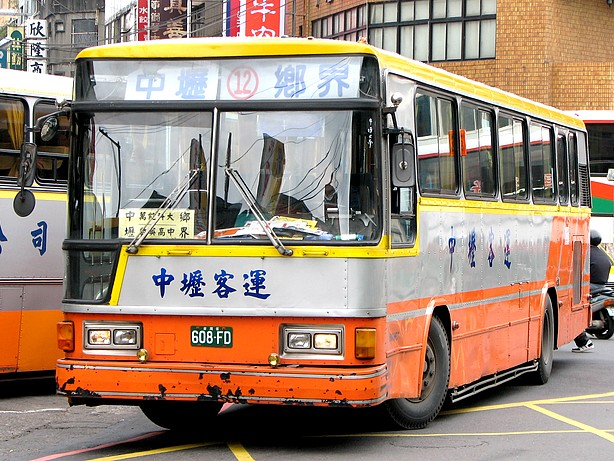
中壢客運12路（今122路）
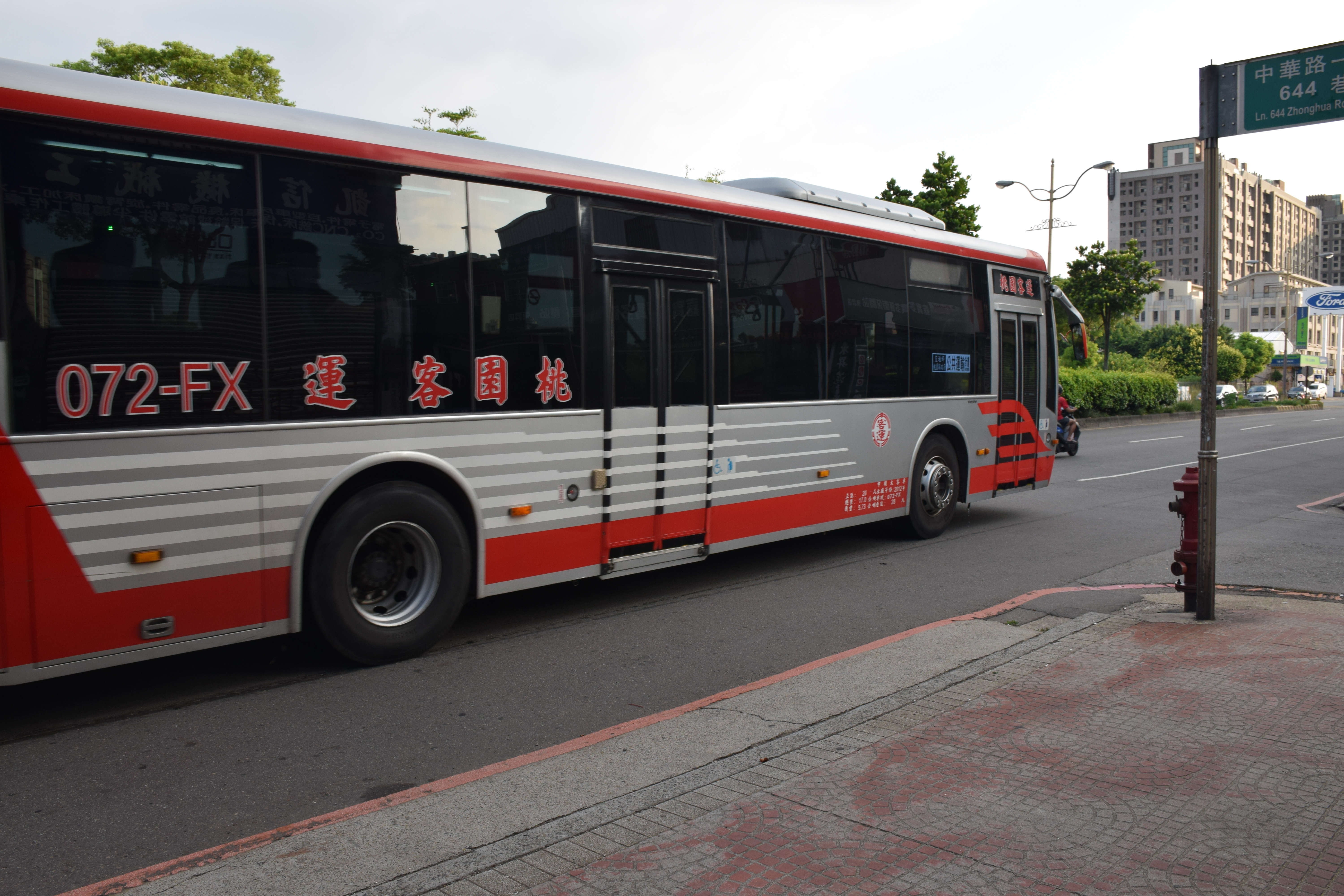
桃園客運1路低底盤公車

## 電子票證
- 桃園市市民卡
  - 收費票種
全票：一般卡、員工卡
半票：敬老卡、原住民敬老卡、外籍敬老卡、愛心卡、愛心陪伴卡、兒童優待卡
學生票：學生卡

  - 乘車優惠
    - 基本里程票價買一送一
    - 收費上限全票60元、學生票45元、半票30元
    - 捷運、公車一小時內雙向轉乘享有全票9元、學生票7元、半票5元優惠
- 悠遊卡
  - 收費票種
全票：普通卡、學生卡
半票：優待卡、敬老卡、愛心卡、愛心陪伴卡
- 一卡通
  - 收費票種
全票：普通卡、學生卡
半票：優待卡、敬老卡、愛心卡、愛心陪伴卡
- icash 2.0 愛金卡
  - 收費票種
全票：普通卡、學生卡
半票：優待卡
- TPASS行政院通勤月票
適用版本：
  - 1200都會通
  - 桃竹竹定期票
  - 桃竹竹苗定期票

## 電子支付
- 悠遊付(嗶乘車)
適用業者：桃園客運、中壢客運、亞通客運、統聯客運、金台通運
  - 收費票種
全票：普通票、學生票
  - 適用路線
    - 桃園客運營運路線
    - 中壢客運營運路線
    - 亞通客運營運路線
    - 統聯客運營運路線
    - 金台通運營運路線

- 悠遊付(乘車碼)
適用業者：桃園客運、中壢客運、金台通運
  - 收費票種
全票：普通票
  - 適用路線
    - 251 職訓中心－雙榮親子館
    - 252 楊梅行政園區－光裕北街
    - 252A 楊梅行政園區－光裕北街(繞駛怡仁醫院)
    - 253 雅典社區－埔心後火車站
    - 501 台灣好行大溪快線
    - 502 台灣好行小烏來線
    - 503 台灣好行石門水庫線
    - 506 台灣好行東眼山線
註：非以上路線則視車輛刷卡機而定

- 一卡通MONEY(乘車碼)
適用業者：桃園客運、中壢客運
  - 收費票種
全票
  - 適用路線
    - 501 台灣好行大溪快線
    - 502 台灣好行小烏來線
    - 503 台灣好行石門水庫線
    - 506 台灣好行東眼山線
註：非以上路線則視車輛刷卡機而定

- Icash Pay(乘車碼)
適用業者：中壢客運
  - 收費票種
全票
  - 適用路線
    - 501 台灣好行大溪快線
註：非以上路線則視車輛刷卡機而定

## 路線

### 桃園客運
| 路線編號        | 路線名稱                                   | 備註 |
| --------------- | ------------------------------------------ | --- |
| 1               | 中壢－桃園                                 | 經內壢，與中壢客運聯營 於2017年2月6日，中壢端改為中壢分局，桃園端改為桃園巨蛋，且路線有稍作調整                                        |
| 1A              | 中壢－桃園                                 | 經中大壢中 於2017年2月6日，中壢端改為中壢分局，桃園端改為桃園巨蛋，且路線有稍作調整                                                    |
| 1B              | 中壢－桃園                                 | 延駛榮民醫院 |
| 101             | 桃園－果菜市場                             | 2023年2月6日調整動線，並繞駛水秀公園                                                                                                   |
| 102             | 桃園－景雲新村                             | 舊編（桃園）2路 |
| 103             | 桃園－八德轉運站                           | 舊稱：桃園－華映公司，2024年4月8日起調整動線，至八德轉運站即返程                                                                       |
| 105             | 桃園－大有路                               | 舊編（桃園）5乙路 |
| 105A            | 桃園－大有路                               | 繞駛大業路 |
| 105B            | 桃園－大有路                               | 繞駛國稅局 |
| 107             | 桃園－大湳                                 | |
| 109             | 桃園－新興高中                             | 舊稱「桃園-內壢火車站」 |
| 111             | 中壢－南勢                                 | |
| 112南           | 中壢－忠貞                                 | 原稱「中壢－士校」，先經龍岡路 |
| 113             | 桃園－幸福社區                             | 舊編（桃園）13路 |
| 115甲           | 中壢－平東路                               | 先經龍岡路 |
| 115乙           | 中壢－平東路                               | 先經金陵路 |
| 116             | 中壢－自立新村                             | 舊編（中壢）6路 |
| 117             | 桃園－寶慶路                               | |
| 117A            | 桃園－寶慶路                               | 2018年11月1日通車，繞駛中埔一街 |
| 118             | 中壢－中壢高中                             | |
| 119             | 中壢－聯新國際醫院                         | 經育達高中 |
| 120             | 捷運老街溪站－太子鎮                       | 舊編（中壢）102路，與中壢客運聯營，2024年5月1日起改至捷運老街溪站發車                                                                  |
| 125             | 桃園－三聖宮                               | 舊編（桃園）5甲路 |
| 132             | 中壢－中央大學                             | 舊編（中壢）2路 |
| 135             | 中壢－內壢高中                             | 舊編（中壢）15路 |
| 137             | 桃園－銘傳大學                             | 舊編（桃園）7路 |
| 139             | 桃園－新廟                                 | 舊編（桃園）9路，2020年7月1日起繞駛大興路                                                                                              |
| 151             | 桃園－同安街                               | 舊編（桃園）15甲路，先經莊敬路 |
| 152             | 桃園－同安街                               | 舊編（桃園）15乙路，先經同安街 |
| 155             | 中壢－中原大學－元智大學                   | 舊編（中壢）5甲路，(2018年起,不行駛新北華美路口.幸福新村.篤行六村)                                                                     |
| 156             | 中壢－中原大學－元智大學                   | 舊編（中壢）5乙路，(篤行五村) |
| 157             | 桃園－八德－新興高中                       | |
| 169             | 中壢－華勛社區                             | 舊編（中壢）9路 |
| 169A            | 中壢－華勛社區                             | 延駛內壢火車站 |
| 171             | 中壢－捷運老街溪站                         | 舊編（中壢）11路，2017年7月25日起只行駛至捷運環北站；2023年8月1日起配合捷運老街溪站啟用調整動線                                        |
| 172             | 中央大學—高鐵桃園站（經領航南路）          | 2020年9月7日調整動線；2021年6月1日起與中壢客運聯營                                                                                     |
| 173             | 中央大學－高鐵桃園站                       | 原132A路線，2020年9月7日調整動線並改由中央大學發車；2021年6月1日起與中壢客運聯營                                                       |
| 188             | 桃園－中正藝文特區                         | 經桃園監理站，原188A路線 |
| 189             | 桃園－經國轉運站                           | 原188路線，2019年5月1日調整動線並延駛經國轉運站                                                                                        |
| 201             | 蘆竹－桃園－八德                           | |
| 202             | 體育大學─工四工業區                        | 2016年12月8日通車 |
| 206             | 桃園－高鐵桃園站                           | 舊編（桃園）106路，高鐵快捷公車桃園市區線                                                                                              |
| 206A            | 桃園－高鐵桃園站（繞開南大學）             | 高鐵快捷公車桃園市區線，2020年10月30日調整動態顯示路線                                                                                 |
| 206B            | 桃園－高鐵桃園站（繞捷運領航站）           | 高鐵快捷公車桃園市區線，原206A路線，2020年10月30日調整動態顯示路線                                                                     |
| 206C            | 桃園－高鐵桃園站（繞捷運領航站、開南大學） | 高鐵快捷公車桃園市區線，2020年10月30日調整動態顯示路線                                                                                 |
| 206D            | 桃園－高鐵桃園站（直達車）                 | 高鐵快捷公車桃園市區線，2020年10月30日調整動態顯示路線                                                                                 |
| 206E            | 桃園－高鐵桃園站（繞開南大學）（直達車）   | 高鐵快捷公車桃園市區線，2020年10月30日調整動態顯示路線                                                                                 |
| 212             | 大溪－龍潭                                 | 2020年6月1日通車 |
| 212A            | 大溪－龍潭                                 | 2020年6月1日通車，繞駛僑愛、埔頂、國軍醫院                                                                                             |
| 220             | 桃園區公所－環狀紅線                       | 2020年8月1日通車，原免費公車L101、L101A、L101B路線整併                                                                                 |
| 220A            | 桃園區公所－環狀紅線（繞駛三聖宮）         | 2020年8月1日通車，原免費公車L101、L101A、L101B路線整併                                                                                 |
| 221             | 桃園區公所－環狀紅線                       | 2020年8月1日通車，原免費公車L102、L102A路線整併                                                                                        |
| 222             | 桃園區公所－環狀藍線（經敏盛醫院）         | 2020年8月1日通車，原免費公車L103、L103A路線整併                                                                                        |
| 223             | 桃園區公所－環狀藍線（經南平路）           | 2020年8月1日通車，原免費公車L105、L105A路線整併                                                                                        |
| 225             | 桃園區公所－後站紅線                       | 2020年8月1日通車，原免費公車L106、L106A、L106B、L106C路線整併                                                                          |
| 225A            | 桃園區公所－後站紅線（繞福林街）           | 2020年8月1日通車，原免費公車L106、L106A、L106B、L106C路線整併                                                                          |
| 226             | 桃園區公所－後站藍線                       | 2020年8月1日通車，原免費公車L107、L107A路線整併                                                                                        |
| 228             | 桃園區公所－中路藍線                       | 2020年8月1日通車，原免費公車L109路線                                                                                                   |
| 229             | 中壢區公所－外環紅線                       | 2020年8月1日通車，原免費公車L201路線                                                                                                   |
| 230             | 中壢區公所－外環藍線                       | 2020年8月1日通車，原免費公車L202路線                                                                                                   |
| 231             | 中壢區公所－龍岡綠線                       | 2020年8月1日通車，原免費公車L203路線                                                                                                   |
| 231A            | 中壢區公所－龍岡綠線（繞興仁路）           | 2020年8月1日通車，原免費公車L203A路線                                                                                                  |
| 232             | 中壢區公所－龍岡棕線                       | 2020年8月1日通車，原免費公車L205路線                                                                                                   |
| 232A            | 中壢區公所－龍岡棕線（繞興仁路）           | 2020年8月1日通車，原免費公車L205A路線                                                                                                  |
| 233             | 平鎮區公所－山仔頂紅線                     | 2020年8月1日通車，原免費公車L212路線                                                                                                   |
| 235             | 平鎮區公所－山仔頂藍線                     | 2020年8月1日通車，原免費公車L213路線                                                                                                   |
| 236             | 龜山區公所－兔坑紅線                       | 2020年8月1日通車，原免費公車L322路線                                                                                                   |
| 237             | 龜山區公所－兔坑藍線                       | 2020年8月1日通車，原免費公車L323路線                                                                                                   |
| 238             | 紅土厝－長庚醫院桃園分院                   | 2020年8月1日通車，原免費公車L501路線，2024年4月8日起調整動線停靠桃園長庚轉運站                                                         |
| 239             | 龍潭區衛生所－北水局                       | 2020年8月1日通車，原免費公車L720路線                                                                                                   |
| 261             | 桃園火車站－銘傳大學(桃園校區)             | 2022年9月1日通車，原銘傳大學專車路線轉型                                                                                               |
| 262             | 捷運迴龍站－銘傳大學(桃園校區)             | 2022年9月1日通車，原銘傳大學專車路線轉型                                                                                               |
| 263             | 大溪－恩主公醫院                           | 6/5～12/4試辦行駛六個月，因試辦期間營運情形良好，於2023年12月5日通車                                                                   |
| 265             | 桃園－鶯歌火車站                           | 原265A試辦路線，因試辦期間營運情形良好，於2025年1月15日通車                                                                            |
| 301             | 桃園－楊梅                                 | 2022年6月1日改為獨營，假日停駛 |
| 301A            | 龜山－楊梅                                 | 2022年6月1日改為獨營，假日停駛 |
| 302             | 桃園－高鐵桃園站(經大竹)                   | 原707路線，2019年5月8日配合經國轉運站啟用調整動線                                                                                      |
| 302A            | 高鐵桃園站－蘆竹區公所                     | 2020年7月1日通車 |
| 307             | 蘆竹區公所－開南大學(經南竹路)             | 2020年6月1日通車 |
| 307A            | 蘆竹區公所－開南大學(經南竹路)             | 2020年6月1日通車，延駛桃園醫院 |
| 309             | 銘傳大學－蘆竹區公所                       | 原309C試辦路線，因試辦期間營運情形良好，於2025年3月20日通車                                                                            |
| 501             | 台灣好行景點接駁大溪快線                   | 與中壢客運聯營，原台灣好行景點接駁慈湖線                                                                                               |
| 502             | 台灣好行景點接駁小烏來線                   | 僅假日行駛 |
| 502(大溪站發車) | 台灣好行景點接駁小烏來線(大溪站發車)       | 僅假日行駛 |
| 503             | 台灣好行景點接駁大龍門線                   | 原台灣好行景點接駁親子樂園線、台灣好行景點接駁石門水庫線                                                                               |
| 505             | 濱海觀光公車                               | 中壢－富源－新屋－永安漁港－觀音 |
| 506             | 台灣好行景點接駁東眼山線                   | 2020年9月1日通車，僅假日行駛 |
| 601             | 內壢－捷運迴龍站                           | 捷運棕線先導公車；2024年1月1日改為獨營                                                                                                 |
| BR              | 桃園－捷運迴龍站                           | 捷運棕線先導公車；與中壢客運聯營 |
| 701             | 國軍桃園總醫院－桃園長庚轉運站             | 與中壢客運聯營，2024年4月8日起調整動線，林口端僅停靠桃園長庚轉運站                                                                     |
| 701A            | 國軍桃園總醫院－中壢                       | 2022年4月11日新增 |
| 702             | 大溪－桃園長庚轉運站                       | 與中壢客運聯營，2024年4月8日起調整動線，林口端僅停靠桃園長庚轉運站                                                                     |
| 707             | 振聲中學－桃園棒球場                       | 原707A路線 |
| 711             | 中壢－桃園長庚轉運站（經中正藝文特區）     | 2018年5月18日通車，2019年9月16日起繞駛林口三井，2022年12月17日起進駐桃園長庚轉運站，2024年4月8日起調整動線，林口端僅停靠桃園長庚轉運站 |
| 712             | 龍潭－員樹林－永寧轉運站                   | 2018年6月26日通車；2025年2月17日起配合永寧轉運站啟用調整動線                                                                           |
| GR              | 桃園－捷運坑口站                           | 捷運綠線先導公車 |
| GR2             | 桃園－八德區公所                           | 捷運綠線先導公車，2019年3月1日起GR2與GR2A合併                                                                                          |
| 5000            | 桃園－至善高中（經大溪）                   | 2016年12月1日移撥 |
| 5006            | 中壢－長安路                               | 2016年12月1日移撥 |
| 5008            | 桃園－中壢（經龍岡）                       | 2016年12月1日移撥 |
| 5009            | 桃園－捷運泰山貴和站                       | 2016年12月1日移撥，2021年5月4日三重客運加入聯營，2024年1月1日三重客運退出改為獨營，2024年2月1日調整動線縮駛至捷運泰山貴和站            |
| 5010            | 桃園－中壢（經仁美、八德）                 | 2016年12月1日移撥 |
| 5011            | 桃園－中壢（經竹巷）                       | 2016年12月1日移撥 |
| 5014            | 桃園－捷運山鼻站                           | 2016年12月1日移撥 |
| 5014A           | 桃園－捷運山鼻站                           | 繞駛山腳，2020年2月25日通車 |
| 5015            | 桃園－大園（經南崁）                       | 2016年12月1日移撥 |
| 5016            | 竹圍－桃園（經山腳）                       | 2016年12月1日移撥 |
| 5017            | 中壢－竹圍（經楊厝）                       | 2016年12月1日移撥 |
| 5018            | 桃園－水尾（經蘆竹）                       | 2016年12月1日移撥 |
| 5019            | 桃園－沙崙（經蘆竹）                       | 2016年12月1日移撥 |
| 5020            | 桃園－下福                                 | 2016年12月1日移撥 |
| 5021            | 桃園－下海湖                               | 2016年12月1日移撥 |
| 5022            | 桃園－竹圍（經南崁）                       | 2016年12月1日移撥 |
| 5022A           | 桃園－竹圍（經南崁）                       | 2016年12月1日移撥，繞駛捷運坑口站 |
| 5023            | 大園－桃園（經楊厝）                       | 2016年12月1日移撥 |
| 5025            | 中壢－新屋（經藍埔）                       | 2016年12月1日移撥 |
| 5026            | 中壢－新坡（經富源）                       | 2016年12月1日移撥 |
| 5027            | 中壢－後湖                                 | 2016年12月1日移撥 |
| 5027A           | 中壢－後湖                                 | 2016年12月1日移撥，繞駛永安漁港 |
| 5030            | 中壢－下北湖                               | 2016年12月1日移撥 |
| 5031            | 中壢－福興宮（經新屋）                     | 2016年12月1日移撥 |
| 5032            | 中壢－觀音（經石磊）                       | 2016年12月1日移撥 |
| 5033            | 中壢－觀音（經保生）                       | 2016年12月1日移撥 |
| 5035            | 中壢－新屋（經過嶺）                       | 2016年12月1日移撥 |
| 5038            | 中壢－東福園（經山東）                     | 2016年12月1日移撥 |
| 5039            | 中壢－中壢（經永安、觀音）                 | 2016年12月1日移撥 |
| 5040            | 桃園－觀音（經中厝）                       | 2016年12月1日移撥 |
| 5040A           | 桃園－觀音（經中厝、大園國中）             | 2020年5月8日通車 |
| 5040B           | 桃園－觀音（經中厝、開南大學）             | 2020年9月14日通車 |
| 5041            | 中壢－觀音（經白玉）                       | 2016年12月1日移撥 |
| 5042            | 中壢－觀音（經新坡）                       | 2016年12月1日移撥 |
| 5043            | 中壢－樹林新村                             | 2016年12月1日移撥，繞駛觀音工業區 |
| 5043A           | 中壢－樹林新村                             | 2016年12月1日移撥，繞駛觀音 |
| 5044            | 桃園－龍潭（經十一份）                     | 2016年12月1日移撥 |
| 5048            | 龍潭－石門水庫（經十一份）                 | 2016年12月1日移撥 |
| 5049            | 龍潭－逸園（經三角林）                     | 2016年12月1日移撥 |
| 5050            | 中壢－石門水庫（經員樹林）                 | 2016年12月1日移撥，2023年11月1日起返程部分班次試辦改為行駛5050A路線                                                                    |
| 5050A           | 石門水庫－龍潭（經中正路）                 | 2023年11月1日起試辦行駛 |
| 5051            | 龍潭－石門登山口                           | 2016年12月1日移撥，2020年6月1日起延駛至天堂鳥社區                                                                                      |
| 5053            | 桃園－龍潭（經九龍里）                     | 2016年12月1日移撥 |
| 5053A           | 桃園－龍潭（經九龍里）                     | 2016年12月1日移撥，繞駛國軍桃園總醫院、前站                                                                                            |
| 5055            | 中壢－石門水庫（經山仔頂）                 | 2016年12月1日移撥 |
| 5056            | 桃園－石門水庫                             | 2016年12月1日移撥 |
| 5057            | 桃園－長庚醫院                             | 2016年12月1日移撥 |
| 5057A           | 桃園－長庚醫院                             | 2016年12月1日移撥，繞駛體育大學 |
| 5057B           | 桃園－長庚醫院                             | 2020年6月1日新增，繞駛長庚養生村 |
| 5057C           | 桃園－長庚醫院                             | 2020年6月1日新增，繞駛長庚養生村、大埔                                                                                                 |
| 5059            | 桃園－桃園機場（經南崁）                   | 2016年12月1日移撥 |
| 5060            | 桃園－榮民之家（經更寮腳）                 | 2016年12月1日移撥 |
| 5061            | 桃園－建國十九村（經大竹）                 | 2016年12月1日移撥 |
| 5063            | 桃園－林口（經光華坑）                     | 2016年12月1日移撥 |
| 5065            | 桃園－體育學院（經大埔、中正運動公園）     | 2016年12月1日移撥 |
| 5068            | 桃園－福山宮（經龜山後街）                 | 2016年12月1日移撥，2019年5月20日起5064與5068合併                                                                                       |
| 5069            | 桃園－醒吾科大（經赤塗崎）                 | 2016年12月1日移撥 |
| 5071            | 桃園－醒吾科大（經貓尾崎）                 | 2016年12月1日移撥 |
| 5071A           | 桃園－頂社（經貓尾崎、赤塗崎）             | 2021年4月12日通車 |
| 5071B           | 頂社－桃園（經赤塗崎、貓尾崎）             | 2021年4月12日通車 |
| 5073            | 桃園－頂社                                 | 2016年12月1日移撥 |
| 5073A           | 頂社－桃園（經山腳國中）                   | 2022年3月新增，僅在非寒暑假、假日行駛                                                                                                  |
| 5077            | 中壢－大園（經柴梳崙）                     | 2016年12月1日移撥 |
| 5078            | 中壢－建國八村（經五塊厝）                 | 2016年12月1日移撥 |
| 5081            | 中壢－大園（經下洽溪）                     | 2016年12月1日移撥 |
| 5082            | 中壢－大園（經雙溪口）                     | 2016年12月1日移撥 |
| 5086            | 桃園－大園（經五塊厝、開南大學）           | 2016年12月1日移撥 |
| 5086A           | 桃園－大園（經五塊厝、開南大學）           | 2016年12月1日移撥，繞駛捷運大園站 |
| 5086C           | 大園－桃園（經五塊厝）                     | 2023年11月20日新增 |
| 5087            | 中壢－大園（經高鐵桃園站）                 | 2016年12月1日移撥 |
| 5087A           | 中壢－大園（經高鐵桃園站）                 | 2016年12月1日移撥，繞駛大園國際高中 |
| 5089            | 中壢－桃園機場（經大園）                   | 2016年12月1日移撥 |
| 5090            | 桃園－上巴陵－林班口                       | 2016年12月1日移撥 |
| 5091            | 中壢－上巴陵－林班口                       | 2016年12月1日移撥 |
| 5093            | 大溪－羅浮－巴陵                           | 2016年12月1日移撥 |
| 5094            | 大溪－三光（沙崙子）－巴陵                 | 2016年12月1日移撥 |
| 5096            | 桃園－大溪（經更寮腳）                     | 2016年12月1日移撥 |
| 5096A           | 桃園－大溪（經更寮腳）                     | 繞駛前站 |
| 5097            | 大溪－竹篙厝（經美華）                     | 2016年12月1日移撥 |
| 5098            | 中壢－大溪（經官路缺）                     | 2016年12月1日移撥 |
| 5099            | 大溪－阿姆坪（經懷德橋）                   | 2016年12月1日移撥 |
| 5099A           | 大溪－阿姆坪（經懷德橋）                   | 2016年12月1日移撥，繞駛台7線美華地區                                                                                                   |
| 5101            | 大溪－鶯歌（經中新）                       | 2016年12月1日移撥 |
| 5104            | 大溪－羅浮口（經復興）                     | 2016年12月1日移撥 |
| 5104A           | 大溪－羅浮口（經復興、繞霞雲里及小烏來）   | 2016年12月1日移撥 |
| 5104B           | 溪口台－大溪（經復興）                     | 2021年4月26日新增 |
| 5105            | 大溪－小烏來（經三民）                     | 2016年12月1日移撥 |
| 5106            | 大溪－霞雲里（經復興）                     | 2016年12月1日移撥 |
| 5106A           | 大溪－霞雲里（經復興）                     | 2016年12月1日移撥，經復興-羅浮地區 |
| 5106B           | 大溪－霞雲里（經復興）                     | 2016年12月1日移撥，繞駛復興區台7線區域                                                                                                 |
| 5107            | 大溪－蝙蝠洞（經三民）                     | 2016年12月1日移撥 |
| 5107A           | 大溪－蝙蝠洞（經三民）                     | 2016年12月1日移撥，繞駛台7線阿姆坪地區及大溪高中                                                                                       |
| 5107B           | 大溪－蝙蝠洞（經三民）                     | 2016年12月1日移撥，繞駛台7線阿姆坪地區及台7線美華地區                                                                                  |
| 5107C           | 大溪－蝙蝠洞（經三民）                     | 2016年12月1日移撥，繞駛台7線阿姆坪地區                                                                                                 |
| 5109            | 大溪－西浪（經羅浮）                       | 2016年12月1日移撥，2021年1月17日起縮駛至西浪                                                                                           |
| 5109A           | 大溪－西浪（經羅浮）                       | 2016年12月1日移撥，繞駛霞雲里及小烏來，2021年1月17日起縮駛至西浪                                                                       |
| 5110            | 大溪－坪林                                 | 2016年12月1日移撥 |
| 5110A           | 大溪－坪林                                 | 2016年12月1日移撥，繞駛大溪國中 |
| 5112            | 大溪－中壢（經八德）                       | 2016年12月1日移撥 |
| 5118            | 中壢－下內定（經五塊厝）                   | 2016年12月1日移撥 |

### 中壢客運
| 路線編號 | 路線名稱                          | 備註                                                                             |
| -------- | --------------------------------- | -------------------------------------------------------------------------------- |
| 1        | 中壢—桃園                         | 與桃園客運聯營                                                                   |
| 112北    | 中壢—忠貞                         | 先經中山東路                                                                     |
| 120      | 捷運老街溪站—太子鎮               | 舊編（中壢）102路，與桃園客運聯營，2024年5月1日起改至捷運老街溪站發車            |
| 122      | 中壢—鄉界                         | 舊編（中壢）12路                                                                 |
| 130      | 桃園—榮民之家                     | 舊編（桃園）10路                                                                 |
| 133      | 中壢—中央大學                     | 舊編（中壢）10路                                                                 |
| 133A     | 中壢—中央大學（經捷運老街溪站）   | 2025年8月1日新增試辦                                                             |
| 167      | 中壢—篤行六村—內壢—中壢           | 舊編（中壢）7路                                                                  |
| 167A     | 中壢—內壢—篤行六村—中壢           | 2018年11月27日通車                                                               |
| 170      | 中壢—高鐵桃園站                   | 舊編（中壢）17路，高鐵快捷公車中壢市區線                                         |
| 172      | 中央大學—高鐵桃園站（經領航南路） | 2020年9月7日調整動線；2021年6月1日起與桃園客運聯營                               |
| 173      | 中央大學－高鐵桃園站              | 原132A路線，2020年9月7日調整動線並改由中央大學發車；2021年6月1日起與桃園客運聯營 |
| 181A     | 中原大學－高鐵桃園站              | 2025年4月1日起試辦行駛                                                           |
| 501      | 台灣好行景點接駁大溪快線          | 與桃園客運聯營，原台灣好行景點接駁慈湖線                                         |
| BR       | 桃園－捷運迴龍站                  | 捷運棕線先導公車；與桃園客運聯營                                                 |
| 701      | 國軍桃園總醫院－桃園長庚轉運站    | 與桃園客運聯營，2024年4月8日起調整動線，林口端僅停靠桃園長庚轉運站               |
| 702      | 大溪－桃園長庚轉運站              | 與桃園客運聯營，2024年4月8日起調整動線，林口端僅停靠桃園長庚轉運站               |
| 5301     | 桃園－上巴陵－林班口              | 2016年12月1日移撥                                                                |

### 亞通客運
| 路線編號 | 路線名稱                                 | 備註 |
| -------- | ---------------------------------------- | --- |
| 129      | 桃園－大竹                               | 原中壢客運路線，於2024年9月2日起代駛，2025年3月2日正式接駛並調整動線                                                                                              |
| 703      | 竹圍—南崁—中壢                           | 中壢端發車點為「中壢農會」站牌 |
| 710      | 內柵－永寧轉運站                         | 原捷順交通710B路線 2023年12月5日起代駛，2024年3月30日正式接駛並調整為循環線模式營運；2025年2月17日起配合永寧轉運站啟用調整動線                                    |
| 710A     | 大溪－永寧轉運站（經仁和路永昌路）       | 原捷順交通710路線 2023年12月5日起代駛，2024年3月30日正式接駛並調整為循環線模式營運及行車動線；2025年1月6日起由內柵發車；2025年2月17日起配合永寧轉運站啟用調整動線 |
| 722      | 楊梅－捷運三重國小站                     | 2024年8月9日通車 |
| 722A     | 楊梅－桃園長庚轉運站－捷運三重國小站     | 2024年8月9日通車 |
| 723      | 經國轉運站－莊敬路－捷運三重國小站       | 2024年12月1日通車 |
| 723A     | 經國轉運站－南平路－捷運三重國小站       | 2024年11月1日起試營運，2024年12月1日正式通車 |
| 723B     | 南崁－經國轉運站－捷運三重國小站         | 2025年8月1日新增試辦 |
| 727      | 桃園巨蛋－永寧轉運站                     | 2025年6月16日起試辦行駛 |
| 5607     | 湖口－楊梅（經二湖）                     | 於2024年1月1日接駛原新竹客運路線 |
| 5616     | 龍潭－中壢                               | 於2024年1月1日接駛原新竹客運路線 |
| 5616A    | 龍潭－中壢（繞駛捷運老街溪站）           | 2024年5月13日新增，以循環線模式營運 |
| 5616B    | 龍潭－中壢（繞駛祥安國小、捷運老街溪站） | 2024年5月13日新增，以循環線模式營運，往捷運老街溪站方向繞駛祥安國小                                                                                               |
| 5616C    | 龍潭－中壢（繞駛祥安國小、捷運老街溪站） | 2024年10月14日新增，以循環線模式營運，往龍潭方向繞駛祥安國小 |
| 5617     | 關西－中壢                               | 於2024年1月1日接駛原新竹客運路線 |
| 5617A    | 關西－中壢[經關西高中]                   | 於2024年1月1日接駛原新竹客運路線 |
| 5623     | 楊梅－捷運環北站                         | 於2024年1月1日接駛原新竹客運路線 |
| 5623A    | 楊梅－中壢                               | 2020年8月31日起不經捷運環北站，於2024年1月1日接駛原新竹客運路線                                                                                                   |
| 5623B    | 楊梅－捷運環北站（經中豐路）             | 2020年8月31日新增，於2024年1月1日接駛原新竹客運路線 |
| 5624     | 中壢－湖口（經楊梅）                     | 於2024年1月1日接駛原新竹客運路線 |
| 5644     | 中壢－頂好社區（經山子頂工業區）         | 於2024年1月1日接駛原新竹客運路線 |
| 5645     | 中壢－黃泥塘                             | 於2024年1月1日接駛原新竹客運路線 |
| 5646     | 中壢－龍潭（經隘寮頂）                   | 2018年7月1日起延駛至龍潭，於2024年1月1日接駛原新竹客運路線 |
| 5647     | 龍潭－埔心                               | 於2024年1月1日接駛原新竹客運路線 |
| 5648     | 龍潭－楊梅（經縱貫路）                   | 於2024年1月1日接駛原新竹客運路線 |
| 5649     | 龍潭－新屋（經楊梅）                     | 於2024年1月1日接駛原新竹客運路線 |
| 5650     | 新屋－楊梅                               | 於2024年1月1日接駛原新竹客運路線 |
| 5650A    | 新屋－楊梅（繞駛新屋高中）               | 2018年10月1日新增，於2024年1月1日接駛原新竹客運路線 |
| 5651     | 中壢－北高榮（經埔心）                   | 於2024年1月1日接駛原新竹客運路線 |
| 5651A    | 中壢－北高榮（經埔心）[繞駛比佛利]       | 於2024年1月1日接駛原新竹客運路線 |
| 5652     | 楊梅－東流里                             | 於2024年1月1日接駛原新竹客運路線 |
| 5653     | 中壢－六福村                             | 於2024年1月1日接駛原新竹客運路線 |
| 5654     | 中壢－新屋（經楊梅）                     | 於2024年1月1日接駛原新竹客運路線 |
| 5671     | 中壢－八〇四醫院（經龍潭）               | 於2024年1月1日接駛原新竹客運路線 |
| 5672     | 中壢－八〇四醫院（經黃泥塘）             | 於2024年1月1日接駛原新竹客運路線 |
| 5674     | 中壢－金雞湖（經東勢）                   | 於2024年1月1日接駛原新竹客運路線 |

### 統聯客運
| 路線編號 | 路線名稱                           | 備註 |
| -------- | ---------------------------------- | --- |
| 168      | 桃園後火車站－內壢復興宮           | 2015年6月25日通車，2020年4月1日起不經龜山工業區                                                                    |
| 168A     | 桃園後火車站－內壢復興宮           | 經龜山工業區；2020年4月1日新增                                                                                     |
| 208      | 捷運高鐵桃園站－內壢－八德         | 2017年8月21日通車                                                                                                  |
| 208A     | 捷運高鐵桃園站－八德               | 經大湳、啟英高中；2020/8/31~2021/1/31試辦行駛五個月，因試辦期間營運情形良好，於2021年2月22日通車                   |
| 208D     | 捷運高鐵桃園站－青埔國中－八德     | 2025年4月1日起試辦行駛                                                                                             |
| 213      | 桃花園飯店—長庚醫院                | 經樹人路；2021年2月22日通車                                                                                        |
| 706      | 桃園火車站－桃園國際機場           | 2015年6月25日通車                                                                                                  |
| 706A     | 桃園火車站－桃園國際機場           | 經大園；2016年2月1日通車                                                                                           |
| 706B     | 桃園國際機場－桃園火車站           | 經華航諾富特飯店；2016年2月1日通車                                                                                 |
| 709      | 平鎮－龍潭－永寧轉運站             | 與指南客運聯營，2017年2月24日通車，2022年7月1日起調整為循環線模式營運；2025年2月17日起配合永寧轉運站啟用調整動線   |
| 709A     | 龍潭－永寧轉運站                   | 與指南客運聯營，2018年3月5日通車，目前由指南客運派車營運；2025年2月17日起配合永寧轉運站啟用調整動線                |
| 709B     | 平鎮－龍潭－永寧轉運站             | 與指南客運聯營，2022年7月1日起新增，往返程皆有固定發車時刻；2025年2月17日起配合永寧轉運站啟用調整動線              |
| 713      | 八德－永寧轉運站（經建國路和平路） | 原1659A，於2018年10月1日移撥；2024年2月19日起配合八德轉運站啟用調整動線；2025年2月17日起配合永寧轉運站啟用調整動線 |
| 715      | 八德－永寧轉運站（經介壽路義勇街） | 原1659B，於2018年10月1日移撥；2024年2月19日起配合八德轉運站啟用調整動線；2025年2月17日起配合永寧轉運站啟用調整動線 |
| 716      | 八德轉運站－永寧轉運站             | 原1659C，於2018年10月1日移撥；2024年2月19日起配合八德轉運站啟用調整動線；2025年2月17日起配合永寧轉運站啟用調整動線 |
| 717      | 龍岡圓環－永寧轉運站               | 2019年3月4日通車；2024年2月19日起配合八德轉運站啟用調整動線；2025年2月17日起配合永寧轉運站啟用調整動線             |
| 725      | 龍潭－永寧轉運站                   | 2025年3月3日起試辦行駛                                                                                             |
| 726      | 八德－高鐵桃園站（經八德轉運站）   | 2025年4月7日起試辦行駛                                                                                             |

### 三重客運
| 路線編號 | 路線名稱                   | 備註                                                                         |
| -------- | -------------------------- | ---------------------------------------------------------------------------- |
| 603      | 長庚大學－捷運丹鳳站       | 2018年10月29日通車，於2019年7月15日改由長庚大學發車                          |
| 606      | 大坪頂循環線               | 2023/7/31~2024/1/30試辦行駛六個月，因試辦期間成效良好，於2024年1月31日通車   |
| 607      | 長庚醫院－迴龍（經青山路） | 2023年8月1日通車；原605B試辦路線，因試辦期間成效良好，轉型為正式路線         |
| 608      | 樹林保安街－桃園大有路     | 2024年2月1日起試辦行駛                                                       |
| 708      | 長庚醫院－南崁             | 三重客運首條桃園市區公車，於2021年12月13日改由公西站(華亞園區)發車且不經林口 |
| 708A     | 長庚醫院－捷運山鼻站       | 繞駛下南崁地區，於2021年12月13日改由公西站(華亞園區)發車且不經林口           |

### 指南客運
| 路線編號 | 路線名稱               | 備註 |
| -------- | ---------------------- | --- |
| 106      | 桃園—南崁              | 舊編（桃園）6路，於2020年9月1日起接駛原中壢客運路線                                                              |
| 709      | 平鎮－龍潭－永寧站轉運 | 與統聯客運聯營，2017年2月24日通車，2022年7月1日起調整為循環線模式營運；2025年2月17日起配合永寧轉運站啟用調整動線 |
| 709A     | 龍潭-永寧轉運站        | 與統聯客運聯營，2018年3月5日通車，目前由指南客運派車營運；2025年2月17日起配合永寧轉運站啟用調整動線              |
| 709B     | 平鎮-龍潭-永寧轉運站   | 與統聯客運聯營，2022年7月1日起新增，往返程皆有固定發車時刻；2025年2月17日起配合永寧轉運站啟用調整動線            |

### 金台通運
| 路線編號 | 路線名稱                               | 備註                                  |
| -------- | -------------------------------------- | ------------------------------------- |
| 251      | 職訓中心－雙榮親子館                   | 2020年8月1日通車，原免費公車L607路線  |
| 252      | 楊梅行政園區－光裕北街                 | 2020年8月1日通車，原免費公車L610路線  |
| 252A     | 楊梅行政園區－光裕北街（繞駛怡仁醫院） | 2020年8月1日通車，原免費公車L610A路線 |
| 253      | 雅典社區－埔心後火車站                 | 2020年8月1日通車，原免費公車L616路線  |

### 捷乘客運
| 路線編號 | 路線名稱                           | 備註                                                                |
| -------- | ---------------------------------- | ------------------------------------------------------------------- |
| 227      | 桃園區公所－中路紅線               | 2025年5月26日接駛，桃小巴路線，原免費公車L108、L108A、L108B路線整併 |
| 227A     | 桃園區公所－中路紅線（經龍泉六街） | 2025年5月26日接駛，桃小巴路線，原免費公車L108、L108A、L108B路線整併 |
| 5028     | 新屋－下北湖                       | 2025年8月13日接駛，桃小巴路線                                       |
| 5083     | 捷運大園站－潮音                   | 2025年8月13日接駛，桃小巴路線                                       |
| 5084     | 捷運大園站－苗圃橋                 | 2025年8月13日接駛，桃小巴路線                                       |
| 5085     | 捷運大園站－沙崙                   | 2025年8月13日接駛，桃小巴路線                                       |

## 歷史路線
- 桃園2甲：桃園－大安國小
- 桃園2乙：桃園－桃德路
- 桃園3路：桃園－福安
- 桃園3甲：桃園－廣行宮
- 桃園6路：桃園－中埔新村
- 桃園10甲：桃園－鹽務路
- 桃園11路：桃園－西埔
- 桃園12路：桃園－延壽街
- 桃園12甲：桃園－迪斯奈社區
- 桃園16路：桃園－中路北街
- 桃園18路：桃園－寶山街
- 桃園19路：桃園－東勇街
- 桃園20路：桃園－署立醫院
- 桃園105路：桃園－敏盛醫院
- 桃園108路：桃園－東勇街
- 桃園116路：長榮－監理站
- 中壢1路乙：中壢－中壢區公所－桃園，經新生路、環北路
- 中壢3路：中壢－中壢高中，曾與7路中壢－平鎮鄉公所線合併為0東路、0西路
- 中壢7路：中壢－平鎮鄉公所，曾與3路中壢－中壢高中線合併為0東路、0西路
- 中壢9路甲：中壢－華勛五村，與9路中壢－華勛新村併線
- 中壢12路：中壢－大崙
- 中壢13路：中壢－定寧路
- 中壢2路：中壢－工業區
- 中壢5路：中壢－篤行六村
- 中壢9路：中壢－獅子林
- 中壢15路：中壢－內壢
- 中壢16路：中壢－華勛
- 中壢平1路：中壢－壢新醫院
- 中壢平2路：中壢－東勢國小
- 中壢平6路：中壢－鎮江加油站
- GR2A：桃園－八德區公所，與GR2併線
- 110：中壢－文化路，於2020年6月1日停駛
- 121：捷運環北站－龍岡圓環，因試辦成效不佳，於2019年12月16日停駛
- 122A：中壢－萬能科技大學，於2022年6月20日停駛
- 126：中壢－忠愛莊，因營運期限屆滿，於2019年12月16日停駛
- 127：桃園－北區國稅局，因營運期限屆滿，於2019年12月16日停駛
- 131：中壢－富源，於2021年9月1日停駛
- 132A：中壢－中央大學－高鐵桃園站，於2020年9月7日改由中央大學發車並改號為173
- 139A：桃園－新庄廟(繞駛大興路)，試辦期間營運成效良好，於2020年7月1日與139併線
- 158：大坪頂環狀紅線，因試辦成效不佳，於2021年1月1日停駛
- 158A：大坪頂環狀紅線(繞駛長庚國小)，因試辦成效不佳，於2021年1月1日停駛
- 159：大坪頂環狀綠線，因試辦成效不佳，於2021年1月1日停駛
- 166：下內定－中壢區公所(經內壢)，因試辦成效不佳，於2022年6月1日停駛
- 175：八德轉運站循環線，因試辦期限到期，於2024年9月21日停駛，改由176路線續辦
- 176：八德轉運站－大湳，因試辦成效不佳，於2025年2月28日停駛
- 181：中原大學－高鐵桃園站，因試辦成效不佳，於2025年4月1日停駛，改由181A路線續辦
- 208B：捷運桃園體育園區站－八德，因試辦成效不佳，於2023年2月22日停駛
- 208C：捷運高鐵桃園站－青埔國中－八德，因試辦成效不佳，於2025年4月1日停駛，改由208D路線續辦
- 209：捷運山鼻站－同心一路，因營運許可到期不續營，於2023年3月20日停駛
- 209A：捷運山鼻站－同心一路(繞駛銘傳大學)，因營運許可到期不續營，於2023年3月20日停駛
- 209B：捷運山鼻站－同心一路(繞駛銘傳大學)，因營運許可到期不續營，於2023年3月20日停駛
- 210：過嶺－大崙－捷運高鐵桃園站，因營運許可到期不續營，於2024年5月1日停駛
- 210A：過嶺－大崙－捷運高鐵桃園站，因試辦成效不佳，於2024年8月2日停駛
- 211：捷運高鐵桃園站－楊梅火車站，因試辦成效不佳，於2019年10月16日停駛
- 213A：桃花園飯店－長庚醫院，因試辦期限到期，於2020年8月1日停駛
- 215：八德－啟英高中，因試辦期限到期，於2020年7月25日停駛
- 216：八德擴大重劃區－中央大學，因試辦成效不佳，於2023年1月16日停駛
- 217：青埔環線，因試辦及免費搭乘成效皆不佳，於2024年9月1日停駛
- 218：八德－鶯歌火車站，因試辦成效不佳，於2023年9月9日停駛
- 228A：桃園區公所－中路藍線（經大湳），因試辦成效不佳，於2023年1月1日停駛
- 265(試辦路線)：桃園－鶯歌火車站，因試辦成效不佳，於2024年7月15日停駛
- 265A：桃園－鶯歌火車站，因試辦成效良好，於2025年1月15日變更為265路線
- 265B：桃園－鶯歌火車站(繞駛鳳鳴火車站)，因試辦成效不佳，於2025年4月15日停駛，改由265C路線續辦
- 265C：桃園－鶯歌火車站(繞駛鳳鳴火車站)，因試辦成效不佳，於2025年7月15日停駛
- 266：八德轉運站－鳳鳴火車站，因試辦成效不佳，於2025年2月28日停駛
- 302B：桃園－桃園國際棒球場(經大竹)，因試辦成效不佳，於2023年2月22日停駛
- 303：大溪－鶯歌(經八德)，因試辦成效不佳，於2022年2月16日停駛
- 309(試辦路線)：銘傳大學－捷運山鼻站，因試辦成效不佳，於2023年9月20日停駛，改由309A路線續辦
- 309A：銘傳大學－捷運山鼻站，因試辦期限到期，於2024年3月20日停駛，改由309B路線續辦
- 309B：銘傳大學－蘆竹區公所，因試辦期限到期，於2024年9月20日停駛，改由309C路線續辦
- 309C：銘傳大學－蘆竹區公所，因試辦成效良好，於2025年3月20日變更為309路線
- 316：蘆竹區公所－林口長庚醫院，因試辦成效不佳，於2020年11月1日停駛
- 316A：蘆竹區公所－林口長庚醫院，因試辦成效不佳，於2021年4月1日停駛
- 318：蘆竹區公所－林口長庚醫院(經山腳)，因試辦成效不佳，於2020年11月1日停駛
- 602：桃園大有路－捷運泰山貴和站，因營運許可到期不續營，於2024年2月1日停駛
- 605：長庚醫院－迴龍(經青山路)，因試辦成效不佳，於2022年7月10日停駛
- 605A：長庚醫院－迴龍(經青山路)，於2023年2月13日停駛，調整動線並變更為605B路線
- 605B：長庚醫院－迴龍(經青山路)，因試辦成效良好，於2023年8月1日變更為607路線
- 609：龍壽里－捷運迴龍站，因試辦成效不佳，於2024年12月30日停駛
- 701A：龍岡圓環－國軍桃園總醫院，因試辦成效不佳，於2021年2月10日停駛
- 702A：大溪－林口長庚醫院(經八德)，因試辦成效不佳，於2019年9月13日停駛
- 705：高鐵桃園站－桃園國際機場，機場捷運通車後很少人搭乘，於2019年7月1日停駛
- 710A：大溪觀光橋－捷運永寧站
- 710C：內柵－大溪觀光橋－捷運永寧站
- 712A：龍潭－捷運永寧站(經石園路)，因試辦成效不佳，於2020年1月18日停駛
- 715A：八德－捷運永寧站(經介壽路和平路)，配合八德轉運站啟用及路線第一階段調整，於2024年2月19日停駛
- 715B：八德－捷運永寧站(經興豐路)，因試辦成效不佳，於2020年2月1日停駛
- 715C：溪濱公園－捷運永寧站，因試辦成效不佳，於2020年5月11日停駛
- 718：桃園後站－高鐵桃園站(經國道2號)，因試辦成效不佳，於2021年5月24日停駛
- 718：建安宮－長庚醫院，因試辦成效不佳，於2023年10月6日停駛
- 720：桃園市政府－板橋，因試辦成效不佳，於2023年9月1日停駛
- 721：八德轉運站－桃園長庚轉運站，因試辦期限到期，於2024年11月2日停駛，改由724路線續辦
- 724：八德轉運站－經國轉運站－桃園長庚轉運站，因試辦成效不佳，於2025年1月28日停駛
- 5064：桃園－三德煤礦(經龜山圓光橋)，與5068併線
- 5086B：桃園－大園(經五塊厝)[繞駛捷運大園站]
- 5086B：桃園－開南大學，因營運許可到期不續營，於2024年1月16日停駛
- 5086C：桃園－大園(經五塊厝)[繞駛開南大學、捷運大園站]
- 5104B：羅浮口－大溪(繞霞雲里及復興)
- 5616A：龍潭－中壢(延駛捷運環北站)，因試辦成效不佳，於2020年11月28日停駛
- 5646A：中壢－大昌路口，因營運許可到期不續營，亞通客運接手後將班次整併至5646路線，於2024年1月1日停駛
- 5646B：中壢－臺北商業大學(桃園校區)，因營運許可到期不續營，亞通客運接手後將班次整併至5646路線，於2024年1月1日停駛

## 外部連結
- 桃園市公車動態系統 （页面存档备份，存于）
- 桃園客運 （页面存档备份，存于）（繁體中文）
- 中壢客運 （页面存档备份，存于）（繁體中文）
- 亞通客運 （页面存档备份，存于）
- 新竹客運 （页面存档备份，存于）
- 統聯客運 （页面存档备份，存于）
- 三重客運 （页面存档备份，存于）
- 中興巴士暨關係企業 | 中興．光華．新北．指南．淡水 （页面存档备份，存于）